# Come sorelle (serie televisiva)
Come sorelle (Sevgili Geçmiş) è un serial televisivo drammatico turco, trasmesso su Star TV dal 25 ottobre al 13 dicembre 2019.
In Italia la serie è andata in onda in prima serata su Canale 5 dall'8 luglio al 26 agosto 2020.

## Trama
Cahide è una donna felicemente sposata, lei e il marito hanno avuto tre bambine: İpek, Deren e Çilem. Incastrata anni prima per l'assassinio del marito dal cognato Cemal, si vede costretta a separarsi dalle sue amate figlie, che finiscono tutte e tre in orfanotrofio.
A distanza di anni, le bambine, diventate ormai giovani donne, sono cresciute conducendo vite separate, non hanno ricordo del loro passato. İpek è stata adottata da una famiglia amorevole, proprietaria di un oliveto nella città di Güneşli Bahçe, mentre Deren e Çilem vivono a Smirne, la prima è stata adottata da una famiglia benestante ed è diventata medico, mentre Çilem è cresciuta in orfanotrofio, ora vive insieme alla sua migliore amica Azra, la quale lavora come cantante. İpek decide di sposare il temibile Tekin, crudele e violento uomo d'affari che ha fatto cadere in disgrazia il padre adottivo, cosa che ne causò la morte, quando scopre di avere due sorelle di cui ignorava l'esistenza, decide di conoscerle invitandole al matrimonio a Güneşli Bahçe. Anche Deren era all'oscuro di avere due sorelle, così come Çilem, quindi İpek manda degli inviti per posta a entrambe. Deren rimane sconvolta nel ricevere l'invito apprendendo così che ha due sorelle visto che la sua famiglia adottiva l'aveva sempre tenuta all'oscuro del fatto che loro non sono i suoi veri genitori, Çilem invece scopre di essere incinta, sta per avere una bambina dal suo fidanzato Burak, non riceve l'invito che finisce nelle mani di Azra, la quale assume l'identità di Çilem dovendo scappare da Smirne dato che si è messa nei guai con un pericoloso criminale di nome Okan, rubandogli i soldi per darli in donazione all'orfanotrofio dove lei e Çilem erano cresciute. Azra e Deren raggiungono Güneşli Bahçe ed entrambe fanno la conoscenza di İpek, mentre Okan, sulle tracce di Azra, rapisce Çilem e Burak uccidendo quest'ultimo.
Durante il matrimonio di İpek e Tekin, quest'ultimo in uno slancio di rabbia cerca di farle del male, quindi Azra e Deren tentano di difenderla, e infine Azra uccide Tekin. Le tre ragazze, nascondono il cadavere della vittima, mentre Çilem, distrutta dalla morte di Burak, tenta il suicidio, venendo salvata da suo zio Cemal, il quale riesce a manipolarla cercando di metterla contro Azra e le sue sorelle. Cahide dopo aver scontato la sua pena in carcere, esce di prigione nella speranza di potersi ricongiungere alle sue figlie, e contemporaneamente proteggerle dal loro crudele zio. İpek, Deren e Azra, che fino a poco tempo prima nemmeno si conoscevano, impareranno ad amarsi come vere sorelle, unite dal segreto della morte di Tekin, e tra amori, vendette, morte e manipolazioni combatteranno insieme contro ogni avversità.

## Episodi
| Stagione       | Episodi | Prima TV Turchia | Prima TV Italia |
| -------------- | ------- | ---------------- | --------------- |
| Prima stagione | 8       | 2019             | 2020            |

## Personaggi e interpreti

### Personaggi principali
- Cahide Esen (episodi 1-8), interpretata da Ece Uslu, doppiata da Irene Di Valmo.
- Cemal Karalar (episodi 1-8), interpretato da Emre Kınay, doppiato da Dario Oppido.
- İpek Gencer (episodi 1-8), interpretata da Sevda Erginci, doppiata da Veronica Puccio.
- Sinan Malik (episodi 1-8), interpretato da Seçkin Özdemir, doppiato da Marco Vivio.
- Çilem Akan (episodi 1-8), interpretata da Elifcan Ongurlar, doppiata da Gemma Donati.
- Deren Kutlu (episodi 1-8), interpretata da Melis Sezen, doppiata da Roisin Nicosia.
- Azra Yılmaz (episodi 1-8), interpretata da Özge Özacar, doppiata da Erica Necci.
- Kenan Soykan (episodi 1-8), interpretato da Burak Yamantürk, doppiato da Edoardo Stoppacciaro.
- Mahir Denizhan (episodi 1-8), interpretato da Burak Çelik, doppiato da Gabriele Vender.
- Refik (episodi 1-8), interpretato da Melih Selçuk, doppiato da Alessandro Capra.
- Commissario Akif (episodi 1-8), interpretato da Renan Bilek, doppiato da Michele Gammino.
- Afet (episodi 1-8), interpretata da Hülya Duyar, doppiata da Alessandra Cassioli.
- Gülistan (episodi 1-8), interpretata da Çiçek Acar, doppiata da Angela Brusa.

### Personaggi secondari
- Perihan (episodi 1-5), interpretata da Mihriban Er, doppiata da Tiziana Avarista.
- Okan (episodi 1-5), interpretato da Burak Demir, doppiato da Stefano Thermes.
- Tekin Malik (episodio 1), interpretato da Yurdaer Okur, doppiato da Massimo Bitossi.
- Müjgan Kutlu (episodi 1-2), interpretata da Zeynep Gülmez.
- Harun Kutlu (episodi 1-2), interpretato da Sahin Ergüney, doppiato da Francesco Prando.
- Aras Kutlu (episodi 1-5), interpretato da Yunus Narin.
- Sadullah (episodi 3-8), interpretato da Candaş Yılancı, doppiato da Michele Mancuso.
- Ebru (episodi 1-5), interpretata da Seray Ercan.
- Ufuk (episodi 3-8), interpretato da İbrahim Coşkun, doppiato da Enrico Di Troia.
- Erhan (episodio 2), interpretato da Tayfun Şengöz, doppiato da Gabriele Tacchi.
- Ladro (episodio 3), interpretato da Önem Pişkin.
- Fatma (episodio 4), interpretata da Nihal Menzil.
- Leyla (episodi 7-8), interpretata da Özlem Kamalıoğlu.

## Produzione

### Riprese
Le riprese della serie sono state eseguite a Smirne, in Turchia.

## Merchandising
La serie televisiva Come sorelle è fruibile anche in DVD in edicola: dal 26 agosto 2020 è disponibile la prima uscita con due DVD con le prime quattro puntate con in aggiunta il cofanetto, mentre dall'8 settembre 2020 è disponibile la seconda uscita con sempre due DVD con le rimanenti quattro puntate.